# Nanjing International Youth Cultural Centre
Der Nanjing International Youth Cultural Centre ist ein aus zwei Wolkenkratzern bestehender Komplex.
Der Höhere davon ist mit 315 Metern und 68 Etagen einer der höchsten Wolkenkratzer in Nanjing (chinesisch 南京, Pinyin Nánjīng – „Südliche Hauptstadt“).
Der Entwurf des Gebäudes stammt von Zaha Hadid.

## Geschichte
Baubeginn war 2012, die Fertigstellung war 2015.
Der niedrigere Tower hat 250 Meter Höhe und 58 Etagen.